# 1989年の日本ハムファイターズ
1989年の日本ハムファイターズ（1989ねんのにっぽんハムファイターズ）では、1989年の日本ハムファイターズの動向をまとめる。
このシーズンの日本ハムファイターズは、近藤貞雄監督の1年目のシーズンである。

## 概要
1982年に中日を優勝に導いた近藤監督を迎え、コーチ陣も一新。前年貧打に泣いたチームは前年ケガで棒に振った白井一幸や腰痛で1年間棒に振ったトニー・ブリューワが復活し、極端な投高打低状態の解消が期待された。開幕戦を新人の中島輝士のサヨナラ本塁打で劇的な勝利を収めたチームは、前年優勝の西武や近鉄の出遅れもあり、前半戦を3位で終了。後半戦はオリックス・近鉄・西武の3強に引き離されながらも8月19日までは勝率5割を保っていたがその後7連敗を喫し急降下、9月頭にダイエーに抜かれると二度と浮上せず、近藤監督の1年目は5位で終了した。投手陣では前年の最多勝西崎幸広がこの年も2ケタ勝利を収め、また、開幕投手経験者の津野浩や柴田保光なども例年通りの成績を残したが、西崎と最多勝を分け合った松浦宏明が成績を落とし、防御率も3.12から4.20へ1点以上低下。打撃陣では、復活したブリューワが引き続き大砲として主軸を打つなど長打力は健在だったが、チームの本塁打は131本でリーグ5位。一方で前年Aクラスの立役者だったマイク・イースラーもケガに泣き出場機会が減少。結局復活することはなく、イースラーはこの年限りでユニフォームを脱いだ。カード別成績は3強の近鉄・オリックス・西武にそれぞれ7勝17敗2分、10勝16敗、9勝16敗1分と大きく負け越し、熱パの引き立て役になった。この年のドラフトでは、日ハム球団は6選手を指名して全員が投手であった。

## チーム成績

### レギュラーシーズン
|   | 開幕：4/8 | 開幕：4/8  | 5/2 | 5/2        | 6/1 | 6/1        | 7/1 | 7/1        | 8/2 | 8/2        | 9/2 | 9/2        |
| - | --------- | ---------- | --- | ---------- | --- | ---------- | --- | ---------- | --- | ---------- | --- | ---------- |
| 1 | 中        | 鈴木慶裕   | 中  | 二村忠美   | 遊  | 田中幸雄   | 右  | 島田誠     | 右  | 島田誠     | 一  | 五十嵐信一 |
| 2 | 二        | 白井一幸   | 二  | 白井一幸   | 中  | 鈴木慶裕   | 中  | 鈴木慶裕   | 中  | 鈴木慶裕   | 二  | 白井一幸   |
| 3 | 指        | イースラー | 左  | デイエット | 指  | ブリューワ | 左  | デイエット | 左  | ブリューワ | 左  | ブリューワ |
| 4 | 左        | ブリューワ | 指  | ブリューワ | 左  | デイエット | 指  | ブリューワ | 指  | イースラー | 右  | デイエット |
| 5 | 一        | 大島康徳   | 一  | 大島康徳   | 一  | 大島康徳   | 一  | 大島康徳   | 一  | 大島康徳   | 指  | 大島康徳   |
| 6 | 遊        | 田中幸雄   | 遊  | 田中幸雄   | 右  | 島田誠     | 三  | 小川浩一   | 三  | 小川浩一   | 三  | 古屋英夫   |
| 7 | 右        | 中島輝士   | 右  | 中島輝士   | 三  | 小川浩一   | 遊  | 田中幸雄   | 遊  | 田中幸雄   | 遊  | 田中幸雄   |
| 8 | 捕        | 田村藤夫   | 捕  | 田村藤夫   | 捕  | 田村藤夫   | 捕  | 田村藤夫   | 捕  | 田村藤夫   | 捕  | 田村藤夫   |
| 9 | 三        | 古屋英夫   | 三  | 古屋英夫   | 二  | 白井一幸   | 二  | 白井一幸   | 二  | 白井一幸   | 中  | 嶋田信敏   |
|   | 投        | 西崎幸広   | 投  | 柴田保光   | 投  | 松浦宏明   | 投  | 柴田保光   | 投  | 角盈男     | 投  | 西村基史   |

| 順位 | 4月終了時  | 4月終了時 | 5月終了時  | 5月終了時 | 6月終了時  | 6月終了時 | 7月終了時  | 7月終了時 | 8月終了時  | 8月終了時 | 9月終了時  | 9月終了時 | 最終成績   | 最終成績 |
| ---- | ---------- | --------- | ---------- | --------- | ---------- | --------- | ---------- | --------- | ---------- | --------- | ---------- | --------- | ---------- | -------- |
| 1位  | オリックス | --        | オリックス | --        | オリックス | --        | オリックス | --        | 近鉄       | --        | 西武       | --        | 近鉄       | --       |
| 2位  | 近鉄       | 3.0       | 近鉄       | 4.5       | 近鉄       | 8.5       | 近鉄       | 4.0       | オリックス | 2.0       | オリックス | 1.5       | オリックス | 0.0      |
| 3位  | ダイエー   | 5.5       | 日本ハム   | 5.5       | 日本ハム   | 9.5       | 西武       | 8.0       | 西武       | 2.5       | 近鉄       | 2.5       | 西武       | 0.5      |
| 4位  | 日本ハム   | 5.5       | ダイエー   | 7.5       | 西武       | 10.0      | 日本ハム   | 10.0      | 日本ハム   | 11.5      | ダイエー   | 13.5      | ダイエー   | 11.0     |
| 5位  | 西武       | 6.5       | 西武       | 8.5       | ロッテ     | 11.5      | ロッテ     | 13.5      | ダイエー   | 12.5      | 日本ハム   | 17.5      | 日本ハム   | 18.0     |
| 6位  | ロッテ     | 6.5       | ロッテ     | 10.0      | ダイエー   | 14.5      | ダイエー   | 15.5      | ロッテ     | 16.5      | ロッテ     | 22.0      | ロッテ     | 21.5     |

| 順位 | 球団                   | 勝 | 敗 | 分 | 勝率 | 差   |
| 1位  | 近鉄バファローズ       | 71 | 54 | 5  | .568 | 優勝 |
| 2位  | オリックス・ブレーブス | 72 | 55 | 3  | .567 | 0.0  |
| 3位  | 西武ライオンズ         | 69 | 53 | 8  | .566 | 0.5  |
| 4位  | 福岡ダイエーホークス   | 59 | 64 | 7  | .480 | 11.0 |
| 5位  | 日本ハムファイターズ   | 54 | 73 | 3  | .425 | 18.0 |
| 6位  | ロッテオリオンズ       | 48 | 74 | 8  | .393 | 21.5 |

## オールスターゲーム1989
| - コーチ 近藤貞雄 | - ファン投票 西崎幸広 田村藤夫 田中幸雄 | - 監督推薦 佐藤誠一 |

## できごと
・3月31日、大洋の若菜嘉晴捕手を無償トレードで獲得

・4月8日、対ダイエー開幕戦で鈴木慶裕とともに新人でスタメン出場の中島輝士がサヨナラ本塁打（新人の日本選手では史上2人目）

・4月10日、対ダイエー3回戦で近藤監督が審判へ相手投手のボーク抗議の際に侮辱行為で平成初の退場処分

・6月7日、イースラーが球団に無許可で帰国していたことが明らかになった

・6月30日、巨人の角三男投手を無償トレードで獲得

・7月4日、巨人から移籍の角が10年ぶりに先発登板し、連続試合救援登板が423試合のNPB記録でストップ

・7月20日、対オリックス16回戦で二塁手シーズン連続守備無失策412のNPB記録、また近藤監督は審判へ相手投手のボーク抗議時の暴言で退場

・8月13日、対近鉄21回戦で大島康徳が通算350本塁打を達成

・9月17日、対ロッテ25回戦で島田誠が通算1500試合出場を達成

・9月30日、対ダイエー24回戦で島田誠が通算350盗塁を達成

・10月1日、対ダイエー25回戦で田村藤夫がサイクル安打を達成

## 表彰選手
| リーグ・リーダー |
| ---------------- |
| 受賞者なし       |

| ベストナイン       |
| ------------------ |
| 選出なし           |
| ゴールデングラブ賞 |
| 選出なし           |

## ドラフト
| 順位 | 選手名     | ポジション | 所属         | 結果 |
| ---- | ---------- | ---------- | ------------ | ---- |
| 1位  | 酒井光次郎 | 投手       | 近畿大学     | 入団 |
| 2位  | 岩本勉     | 投手       | 阪南大学高   | 入団 |
| 3位  | 中山大輔   | 投手       | 明徳義塾高   | 入団 |
| 4位  | 舟山恭史   | 投手       | 明治大学     | 入団 |
| 5位  | 宮川晃     | 投手       | 大館商業高   | 入団 |
| 6位  | 有倉雅史   | 投手       | 日本体育大学 | 入団 |